# 황시 (북위)
황시(皇始, 396년 7월 ~ 398년 12월)는 북위(北魏) 도무제(道武帝) 탁발규(拓跋珪)의 두번째 연호이자 칭제하기 전의 연호이다. 2년 6개월 동안 사용하였다. 396년 7월, 위왕(魏王) 탁발규(拓跋珪)는 천자의 칭호를 사용하고 개원하였다.

## 개원
- 등국(登國) 11년(396년) 7월에 연호를 황시(皇始)로 개원함.[1][2][3]

- 황시(皇始) 3년 12월 2일[4](399년 1월 24일)에 위왕이 칭제한 후, 연호를 천흥(天興)으로 개원함.[1][2][5][6]

## 연대 대조표
| 황시        | 원년            | 2년             | 3년                                 |
| 서력기원    | 396년           | 397년           | 398년                               |
| 간지        | 병신(丙申)      | 정유(丁酉)      | 무술(戊戌)                          |
| 동진 (東晉) | 태원(太元) 21년 | 융안(隆安) 원년 | 2년                                 |
| 후연 (後燕) | 영강(永康) 원년 | 2년             | 3년 청룡(靑龍) 원년 건평(建平) 원년 |
| 후진 (後秦) | 황초(皇初) 3년  | 4년             | 5년                                 |
| 서진 (西秦) | 태초(太初) 9년  | 10년            | 11년                                |
| 후량 (後凉) | 용비(龍飛) 원년 | 2년             | 3년                                 |
| 북량 (北凉) | -               | 신새(神璽) 원년 | 2년                                 |
| 남량 (南凉) | -               | 태초(太初) 원년 | 2년                                 |

## 동시대 연호

### 한국
고구려(高句麗)
- 영락(永樂) (391년 ~ 412년)

### 중국
동진(東晉)
- 태원(太元) (376년 ~ 396년)
- 융안(隆安) (397년 ~ 402년)

후연(後燕)
- 영강(永康) (396년 ~ 398년)
- 청룡(靑龍) (398년)
- 건평(建平) (398년)

후진(後秦)
- 황초(皇初) (394년 ~ 399년)

서진(西秦)
- 태초(太初) (388년 ~ 400년)

후량(後凉)
- 용비(龍飛) (396년 ~ 399년)

북량(北凉)
- 신새(神璽) (397년 ~ 399년)

남량(南凉)
- 태초(太初) (397년 ~ 399년)

## 같이 보기
- 다른 왕조의 같은 연호
  - 전진(前秦) 황시(皇始, 351년 ~ 355년)

- 중국의 연호 목록